# Новий росіянин

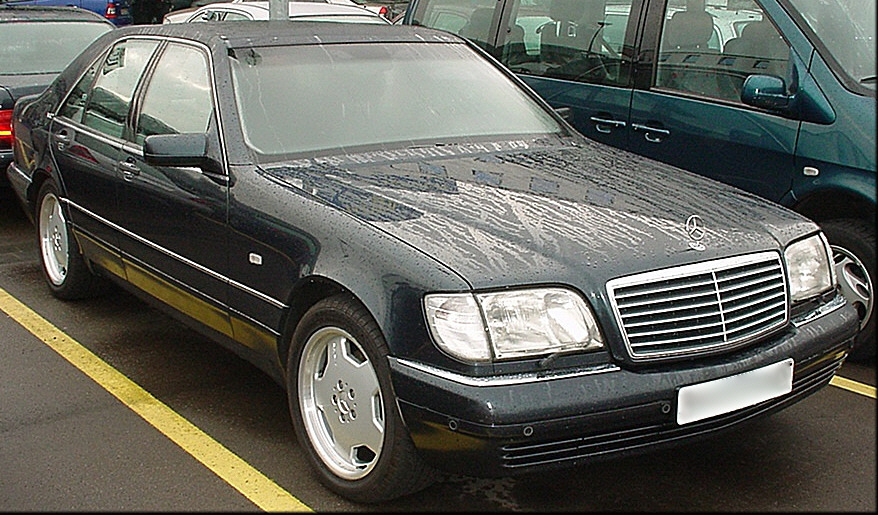
Mercedes-Benz S600

«Нови́й росія́нин» (рос. новый русский) — кліше, що позначає представників соціального класу Росії та пострадянського простору, які зробили великі статки в 1990-х роках після розпаду Радянського Союзу; підприємців нового типу.
Виникнувши спочатку як нейтральне позначення, незабаром термін набув негативної та іронічної конотації: новими росіянами почали називати стрімко розбагатілих (зазвичай, сумнівним або незаконним шляхом) людей — вчорашніх соціальних маргіналів та великих ділків-мафіозі, які при цьому мають низький рівень культури та інтелекту. Які, незважаючи на свій добробут, використовують лексику дрібного кріміналу та демонструють манери соціальних низів, з яких вони походять.
Іноді «новими русскіми» називають не надто культурних «скоробагачів» незалежно від фактичної етнічної незалежності навіть за межами Росії, оскільки перш за все термін стосується стилю самого життя людини.